# 不朽
不朽（ふ きゅう、英: Taylor、1995年 - ）は、香港出身の小説家。本名李明慧。代表作に『自分との和解』、『すべての優しさを君に』、『青春を思い出して』、『すべての優しさは君のための比喩』などがある。

## 概要
子供の頃にアイドルのドラマを見て、その展開に不満を感じたことが執筆のきっかけになった。そこで、アイドルの同人誌を作り始めた。
2015年、「不朽」というペンネームでIstagramにてエッセイを書き始めた。同年、国立台湾師範大学中国文学科卒業。2016年、Istagramで多くの注目を集める一方で、重い心理的プレッシャーは鬱病の原因となった。落ち込んでいた時期に、言葉が人を傷つけることを実感し、自分の書き方を調整するようになった。その後、初の著書『自分との和解』を執筆し、「誰もがポジティブであると同時にネガティブでもある」ということを実感し、純粋な楽観主義では人の心を完全に規定することはできないし、相対的な悲観主義でもないと語った。
2018年、作品が出版され、いくつかの書店のベストセラーに選ばれる。2019年より北京電影学院に留学中。

## ペンネームの由来
不朽という名前は、自分の言葉が今の自分の気持ちをすべて記録し、何年後に読み返しても同じ気持ちでいられるように、という作者自身の願いを象徴している。また、「不老不死」には「朽ち果てた人間にならない」という意味もある。

## 主な著作
- 『自分との和解』：著者が病気から回復するまでの間に考えたエッセイの短編集である。
- 『すべての優しさを君に』：人生の各ステージで起こることを記録した作品。
- 『すべての優しさは君のための比喩』：著者が新たに創作した35本のエッセイを収録した初のフォトエッセイ集。